# Ginnie Crawford
Ginnie Crawford (eigentlich Virginia Crawford, geb. Powell;) (* 7. September 1983) ist eine US-amerikanische Hürdenläuferin, die sich auf die 100-Meter-Distanz spezialisiert hat.
Bei den Weltmeisterschaften 2005 in Helsinki erreichte sie das Halbfinale. Im Jahr darauf wurde sie US-Meisterin und gewann Bronze beim Leichtathletik-Weltcup. 2007 verteidigte sie ihren nationalen Titel und wurde Fünfte bei den Weltmeisterschaften in Osaka.
2009 wurde sie Sechste bei den Weltmeisterschaften in Berlin, 2010 Fünfte über 60 Meter Hürden bei den Hallenweltmeisterschaften in Doha.
Ginnie Crawford ist 1,75 m groß und wiegt 71 kg. Sie wird von Bob Kersee trainiert. 2006 schloss sie an der University of Southern California ein Studium im Bereich der Gesundheitsfürsorge ab. Am 16. April 2010 heiratete sie den Sprint-Olympiasieger Shawn Crawford.

## Persönliche Bestzeiten
- 60 m (Halle): 7,21 s, 10. März 2006, Fayetteville
- 100 m: 11,10 s, 14. Mai 2006, Eugene
- 200 m: 23,29 s, 29. April 2006, Los Angeles
- 50 m Hürden (Halle): 6,85 s, 5. März 2010, Liévin
- 60 m Hürden (Halle): 7,84 s, 10. März 2006, Fayetteville
- 100 m Hürden: 12,45 s, 2. Juni 2007, New York City